# Hydrotaea changbaiensis
Hydrotaea changbaiensis este o specie de muște din genul Hydrotaea, familia Muscidae, descrisă de Xue, Zhang și Liu în anul 1994.
Este endemică în Liaoning. Conform Catalogue of Life specia Hydrotaea changbaiensis nu are subspecii cunoscute.